# Улица Муцениеку
Улица Му́цениеку (латыш. Mucenieku iela — Бочарная улица) — короткая улица в Риге, в историческом районе Старый город.
Расположена между улицей Вальню и улицей Рихарда Вагнера. Длина улицы — 70 метров.

## История
Возникла в XVII—XVIII веках после насыпки валов в ходе расширения городской территории. Название улицы — Бочарная — связано, по-видимому, с бондарным ремеслом местных жителей. Переименований улицы не было.

## Достопримечательности
- д. 3 — Жилой дом (XVIII век, перестроен в 1912 году архитектором Эдмундом фон Тромповским)